# Distretto di Yuanbaoshan
Il distretto di Yuanbaoshan (元宝山区S, Yuánbǎoshān QūP) è un distretto della Cina, appartenente alla regione autonoma della Mongolia Interna e amministrato dalla prefettura di Chifeng.